# Biyong
Biyong är en ort i Kina. Den ligger i provinsen Hunan, i den södra delen av landet, omkring 360 kilometer väster om provinshuvudstaden Changsha. Antalet invånare är 1 430.
Runt Biyong är det ganska tätbefolkat, med 222 invånare per kvadratkilometer. Närmaste större samhälle är Tuokou, 13,3 km sydost om Biyong. I omgivningarna runt Biyong växer i huvudsak blandskog.
Genomsnittlig årsnederbörd är 1 725 millimeter. Den regnigaste månaden är maj, med i genomsnitt 282 mm nederbörd, och den torraste är december, med 52 mm nederbörd.